# Ride (album Loreen)
Ride – drugi album studyjny szwedzkiej piosenkarki Loreen, wydany 24 listopada 2017 przez wytwórnię BMG Rights Management Scandinavia.
Materiał zgromadzony na płycie składa się z 10 anglojęzycznych utworów. Producentami albumu byli Loreen, Fredrik Sonefors, Samuel Starck oraz Petter Winnberg. Wydawnictwo promowały single: „’71 Charger” oraz „Hate the Way I Love You”. Album znalazł się na 31. miejscu na szwedzkiej liście sprzedaży.

## Lista utworów
Opracowano na podstawie materiału źródłowego.
1. „’71 Charger” – 4:11
2. „Dreams” – 4:39
3. „Jupiter Drive” – 5:25
4. „Fire Blue” – 4:19
5. „Hate the Way I Love You” – 6:39
6. „I Go Ego” – 3:29
7. „Heart on Hold” – 4:08
8. „Love Me America” – 4:29
9. „Ride” – 5:12
10. „’71 Charger” (Strings Bonus Track) – 3:39

Całkowita długość: 46:10

## Pozycja na liście sprzedaży
| Kraj    | Lista sprzedaży (2017) | Najwyższa pozycja |
| ------- | ---------------------- | ----------------- |
| Szwecja | Sverigetopplistan      | 31                |